# 프란체스코 로디
프란체스코 "치초" 로디(이탈리아어: Francesco "Ciccio" Lodi, 1984년 3월 23일 ~ )는 현재 세리에 D의 칼초 카타니아에서 뛰는 이탈리아의 축구 선수이다.